# Nationaal park Serra da Mocidade
Nationaal park Serra da Mocidade is een nationaal park in Brazilië met een omvang van 350.960,5 hectare. Het park ligt in de staat Roraima en is gesticht in 1998. Het wordt beheerd door het Chico Mendes Instituut voor Biodiversiteitsbehoud ICMBio.

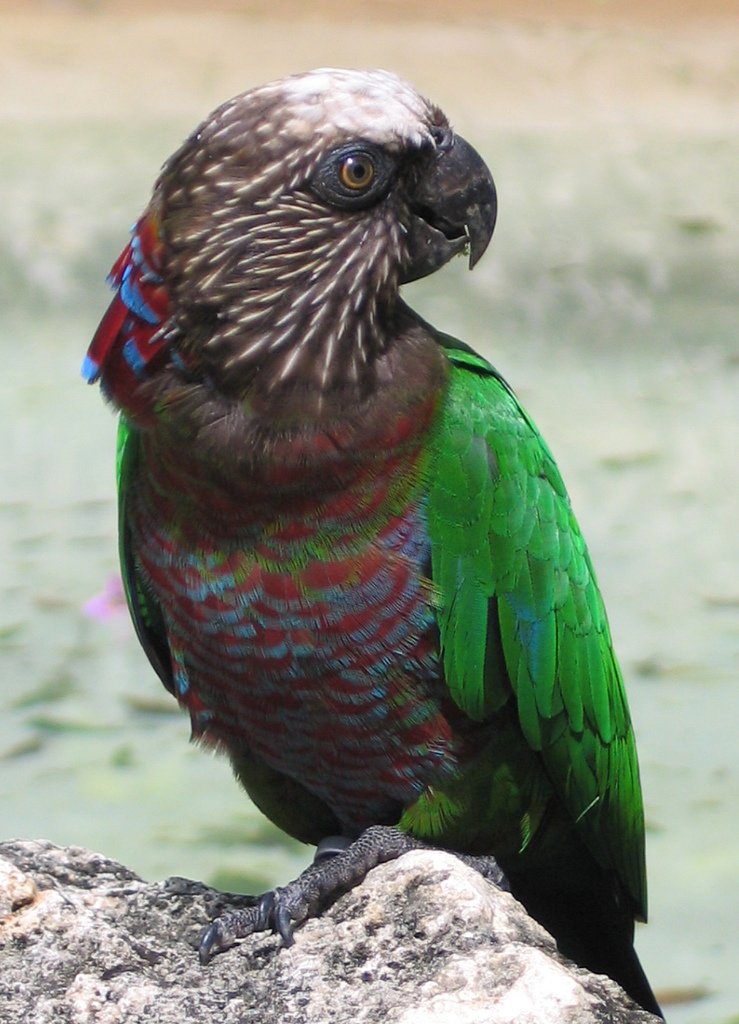
Deroptyus accipitrinus

Het park omvat twee geologische streken: Een deel van het gebied bestaat uit zeer oude rotsen en een deel uit Pleistocene en Kwartaire sedimanten. Het park omvat delen van het stroomgebied van twee zijrivieren van de Branco.
De vegetatie bestaat voornamelijk uit Amazone-regenwoud, met typische soorten als Crescentia cujete. In het park komen aan dieren voor onder andere de jaguar, reuzenotter, harpij en Kraagpapegaai Deroptyus accipitrinus.